# 横田敬一

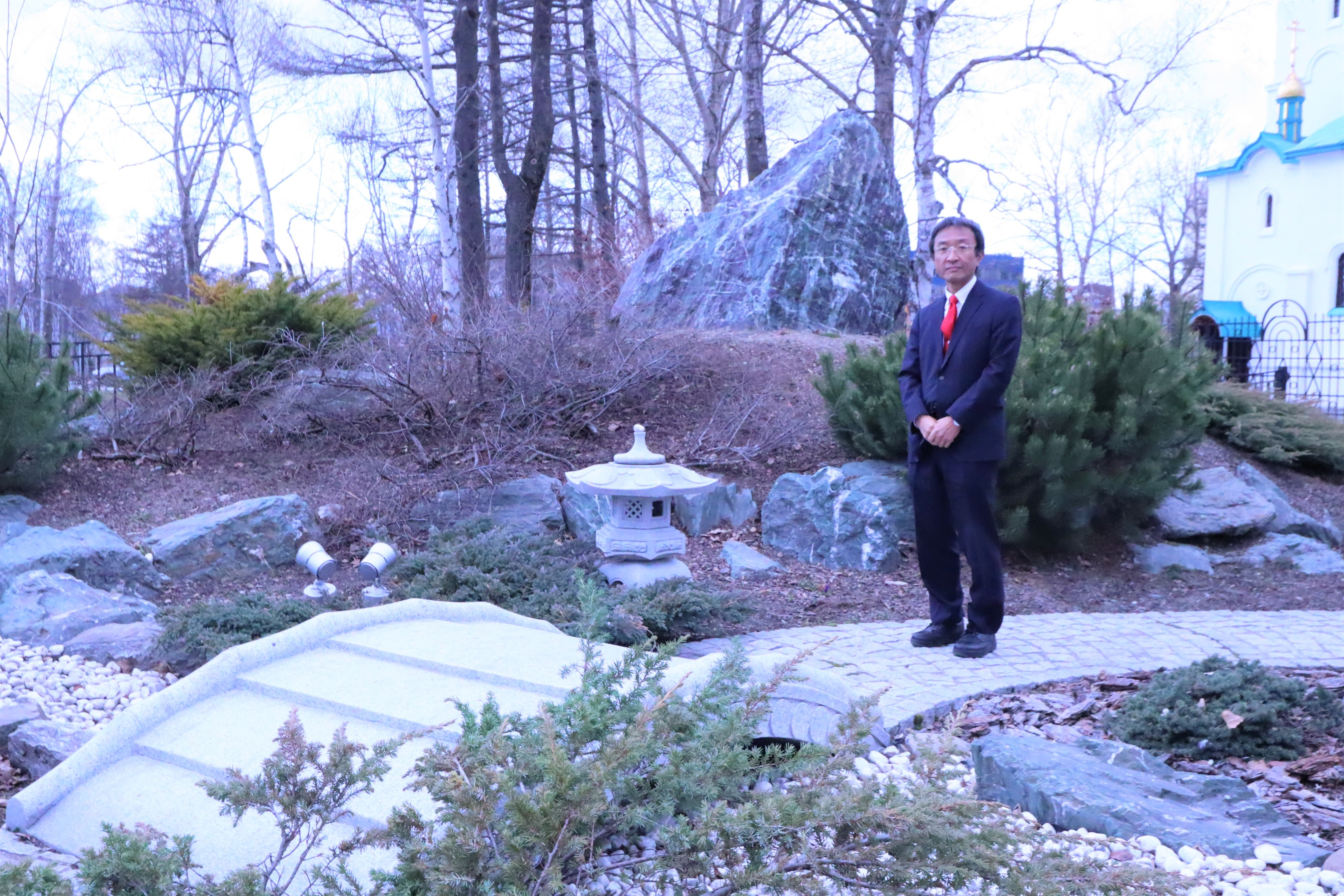
在ユジノサハリンスク日本国総領事館ウェブページより（令和5年4月）

横田 敬一（よこた けいいち、1968年〈昭和43年〉12月10日 - ）は、大阪府出身の日本の外交官。
在ウィーン日本政府代表部公使などを経て、2023年2月から在ユジノサハリンスク総領事を務める。

## 略歴
- 1992年4月　外務省入省
- 2008年9月　在ロシア日本国大使館 参事官
- 2010年8月　国際協力局開発協力企画室長
- 2012年9月　経済局経済協力開発機構室長
- 2014年7月　防衛省地方協力局提供施設課長
- 2016年7月　内閣官房 内閣参事官
- 2019年9月　外務省在ウィーン日本政府代表部 公使
- 2023年2月　在ユジノサハリンスク日本国総領事館 総領事